# Kilátás az erkélyről
A Kilátás az erkélyről (Vue à travers un balcon) Gustave Caillebotte festménye, amely az amszterdami Van Gogh Múzeum gyűjteményének része.
Caillebotte 1880-ban egy párizsi erkélyről festette a képet. Fókuszában a kovácsoltvas erkélyrács áll, mögötte csak alig látszik a Boulevard Hausmannon álló kocsi és hirdetőoszlop. A sötét szín ráirányítja a figyelmet a rácsozatra, amely élesen elüt a pasztel színekkel festett háttértől. A merész kompozíciót a kor művészei között népszerű japán nyomatok képkivágása és nézőpontja inspirálta.
A művész a festményt fivérének, Martial Caillebotte-nak ajándékozta 1880-ban. Martial Caillebotte 1910. január 19-én meghalt, a kép örökösei birtokába került, akik eladták a New York-i Wildenstein & Co.-nak 1968-ban. A cégtől 2003. augusztus 8-án vásárolta meg a Van Gogh Museum.